# 11441 Anadiego
Asteroid 11441 Anadiego là một tiểu hành tinh vành đai chính được phát hiện vào ngày 31 tháng 12 năm 1975 bởi nhà thiên văn người Argentina Mario Casco ở El Leoncito. Nó được đặt theo tên Ana Teresa Diego (1954–1976), vừa là sinh viên thiên văn học ở trạm thiên văn La Plata vừa là người tham gia chính trị.
- Eccentricity – 0.2585543
- Bán trục lớn – 2.56091716 Astronomical Units
- Độ nghiêng quỹ đạo – 12.29030 degrees
- Period – 1496.944 ngày = 4.10 năm
- Absolute magnitude – 12.8[9]